# ベントレー・ミュルザンヌ (1980-1992)
ミュルザンヌ（Mulsanne ）はイギリスの自動車メーカーであるベントレーモーターズが1980年から1992年まで製造・販売していた高級車である。コンチネンタルTやアズールなどの派生車種は2000年代まで販売された。名前はル・マン24時間レースで5勝したことに代表されるベントレーのレースの歴史に由来する。ミュルザンヌストレートはル・マン24時間レースで使用されるサルト・サーキットの最も長いストレートの名前である。

## ミュルザンヌ
ミュルザンヌはアルミニウム合金製シリンダーヘッドを持つ6.75リットルロールス・ロイス製V型8気筒エンジンを搭載する。1996年から2つのSUキャブレターはボッシュの燃料噴射装置に置き換えられた。トランスミッションは3速ATが搭載される。

## ミュルザンヌ・ターボ
ミュルザンヌ・ターボは1982年のサロン・アンテルナショナル・ド・ロトで発表され、1985年まで製造された。ギャレット・エアリサーチ（Garrett AiResearch）製ターボチャージャーの搭載により、最高出力は50%増加した。インテリアには非常に光沢のあるウォルナットや、傷のない革、ウールのカーペットやヘッドライニングが奢られた。498台のショートホイールベース版と18台のロングホイールベース版が生産された。
1985年、ミュルザンヌ・ターボは同じエンジンの燃料噴射装置版を搭載するターボRに置き換えられた。
ブリティッシュレーシンググリーンのミュルザンヌ・ターボは007シリーズにジョン・ガードナーによる『不死身な奴はいない』（Nobody Lives Forever ）と『独立戦争ゲーム』（Role of Honour ）の2回登場している。

## ミュルザンヌ・S
1987年、古くなってきたミュルザンヌのテコ入れのため、ミュルザンヌ・Sが導入された。このモデルはターボチャージャーがない以外はターボRに類似していた。ターボRと同様のアルミニウムホイールやインテリアのほかスポーツ仕様のサスペンションが採用された。1987年、角形ヘッドライトが丸目4灯に変更された。ミュルザンヌ・Sは1992年まで生産された。

## 派生車種
ミュルザンヌは同時に発売されたロールス・ロイス・シルヴァースピリットおよびシルヴァースパーの兄弟車である。1998年に導入されたベントレー・アルナージの登場まで、全てのベントレーのベース車に使用された。

## 生産台数
| 車種                 | 販売期間      | 合計生産台数 | ショートホイールベース | ロングホイールベース | リムジン |
| -------------------- | ------------- | ------------ | ---------------------- | -------------------- | -------- |
| ミュルザンヌ         | 1980年–1987年 | 533台        | 482台                  | 39台                 | 2台      |
| ミュルザンヌ・ターボ | 1980年–1987年 | 516台        | 498台                  | 18台                 |          |
| ミュルザンヌ・S      | 1987年–1992年 | 970台        | 909台                  | 61台                 |          |